# La Princesse de Trébizonde
La Princesse de Trébizonde (títol original en francès, en català La princesa de Trebisonda) és una òpera en tres actes composta per Jacques Offenbach sobre un llibret en francès de Charles Nuitter i Étienne Tréfeu. Es va estrenar el 31 de juliol de 1869 al Teatre de Baden-Baden.